# 穆紫荊
穆紫荊 （Mu Zijing，1962年11月20日，本名李晶—），德国華文作家、诗人，歐洲華文作家協會會員。

## 生平
穆紫荊1962年出生於上海，1984年畢業於復旦大學中文系、後移民德國。

## 家庭
父親李文恩是北京人，畢業於清華大學的高級工程設計師；母親郭信和是蘇州人，曾就讀於燕京大學。外公是中國語言文學家郭紹虞。

## 寫作
自90年代中期開始寫作，早期報導文章與散文多刊載於歐美華文報刊。

## 著作
- 著有散文集《又回伊甸》、微短小說集《歸夢湖邊》、詩集《趟過如火的河流》和《恰如對影》、個人精選集《黃昏香起牽掛來》、中短篇小說集《情事》、長篇小說《活在納粹之後》和《醉太平》以及評論集《香在手》1-3卷。
- 主编《東張西望:看歐洲家庭教育》,  新銳文創,  Taipeh, 2011, ISBN 9789866094057[5]
- 主编《歐洲綠生活：向歐洲學習過節能、減碳、廢核的日子》,  釀出版, Taipeh, 2013, ISBN 9789865871475 [6][7]